# Форно-ді-Цольдо
Форно-ді-Цольдо (італ. Forno di Zoldo, вен. Forno di Žolt) — колишній муніципалітет в Італії, у регіоні Венето, провінція Беллуно. З 23 лютого 2016 року Форно-ді-Цольдо є частиною новоствореного муніципалітету Валь-ді-Цольдо.
Форно-ді-Цольдо розташоване на відстані близько 500 км на північ від Рима, 105 км на північ від Венеції, 24 км на північ від Беллуно.
Населення — 2370 осіб (2014).

## Демографія
Населення за роками:

Станом на 31 грудня 2014 року в муніципалітеті офіційно проживали 72 іноземці з 17 країн, серед них 47 громадян країн Євросоюзу та 7 громадян України.

## Сусідні муніципалітети
- Кастеллаваццо
- Чиб'яна-ді-Кадоре
- Ла-Валле-Агордіна
- Лонгароне
- Оспітале-ді-Кадоре
- Водо-ді-Кадоре
- Цольдо-Альто
- Цоппе-ді-Кадоре